# Тулета (Техас)
Тулета (англ. Tuleta) — переписна місцевість (CDP) в США, в окрузі Бі штату Техас. Населення — 231 особа (2020).

## Географія
Тулета розташована за координатами 28°34′36″ пн. ш. 97°47′53″ зх. д. / 28.57667° пн. ш. 97.79806° зх. д. (28.576706, -97.798029).  За даними Бюро перепису населення США в 2010 році переписна місцевість мала площу 11,59 км², уся площа — суходіл.

## Демографія
Згідно з переписом 2010 року, у переписній місцевості мешкало 288 осіб у 115 домогосподарствах у складі 81 родини. Густота населення становила 25 осіб/км².  Було 133 помешкання (11/км²).
Расовий склад населення:
| - 92,0 % — білих - 0,7 % — корінних американців - 0,3 % — азіатів - 2,8 % — осіб інших рас |

До двох чи більше рас належало 4,2 %. Частка іспаномовних становила 38,9 % від усіх жителів.
За віковим діапазоном населення розподілялося таким чином: 24,0 % — особи молодші 18 років, 59,7 % — особи у віці 18—64 років, 16,3 % — особи у віці 65 років та старші. Медіана віку мешканця становила 41,7 року. На 100 осіб жіночої статі у переписній місцевості припадало 94,6 чоловіків;  на 100 жінок у віці від 18 років та старших — 88,8 чоловіків також старших 18 років.
Середній дохід на одне домашнє господарство  становив 44 770 доларів США (медіана — 30 625), а середній дохід на одну сім'ю — 63 967 доларів (медіана — 39 667). За межею бідності перебувало 18,6 % осіб, у тому числі 57,4 % дітей у віці до 18 років та 29,2 % осіб у віці 65 років та старших.
Цивільне працевлаштоване населення становило 121 особа. Основні галузі зайнятості: освіта, охорона здоров'я та соціальна допомога — 28,1 %, сільське господарство, лісництво, риболовля — 24,8 %, оптова торгівля — 14,9 %, роздрібна торгівля — 9,1 %.